# Celda 211
Celda 211  is een Spaanse film uit 2009, geregisseerd door Daniel Monzón.

## Verhaal
Juan Oliver (Alberto Ammann) heeft een nieuwe baan als gevangenisbewaarder. De dag voordat hij gaat beginnen, meldt hij zich voor een rondleiding in de gevangenis. Tijdens de tour krijgt hij een ongeluk en raakt hij buiten bewustzijn. Hij wordt naar cel 211 gebracht, terwijl er hulp wordt gehaald. Dan breekt er een opstand uit onder de gevangenen. Juan blijft achter in cel 211. Wanneer hij wakker wordt, heeft hij meteen in de gaten dat hij gevaar loopt. Juan doet alsof hij een nieuwe gevangene is. De gewelddadige leider van de opstand, Malamadre, ziet in hem een bondgenoot. Hoe lang zal het duren voordat de gevangenen ontdekken wie hij werkelijk is?

## Rolverdeling
| Acteur          | Personage |
| --------------- | --------- |
| Luis Tosar      | Malamadre |
| Alberto Ammann  | Juan      |
| Antonio Resines | Utrilla   |
| Marta Etura     | Elena     |
| Carlos Bardem   | Apache    |
| Manuel Morón    | Almansa   |
| Luis Zahera     | Releches  |
| Vicente Romero  | Tachuela  |

## Ontvangst

### Recensies
Op Rotten Tomatoes geeft 97% van de 39 recensenten de film een positieve recensie, met een gemiddelde score van 7,6/10. De Volkskrant schreef: “Met zijn voortdenderende tempo en benauwende sfeer is Cell 211 een uiterst spannende thriller geworden.” NRC schreef: “Cell 211 is (...) een behoorlijk politieke film over het erbarmelijke gevangenissysteem van Spanje, de huichelachtigheid van machthebbers en de gevoelige status van (Baskische) ETA-leden in het strafsysteem: tussen VIP en voetveeg in.”

### Prijzen en nominaties
De film behaalde 43 filmprijzen en 26 nominaties. Een selectie:
| Jaar | Evenement                           | Categorie                | Genomineerde                                    | Resultaat   |
| ---- | ----------------------------------- | ------------------------ | ----------------------------------------------- | ----------- |
| 2010 | Premios Goya (24ste uitreiking)     | Beste film               | Celda 211                                       | Gewonnen    |
| 2010 | Premios Goya (24ste uitreiking)     | Beste regisseur          | Daniel Monzón                                   | Gewonnen    |
| 2010 | Premios Goya (24ste uitreiking)     | Beste acteur             | Luis Tosar                                      | Gewonnen    |
| 2010 | Premios Goya (24ste uitreiking)     | Beste mannelijke bijrol  | Carlos Bardem                                   | Genomineerd |
| 2010 | Premios Goya (24ste uitreiking)     | Beste mannelijke bijrol  | Antonio Resines                                 | Genomineerd |
| 2010 | Premios Goya (24ste uitreiking)     | Beste vrouwelijke bijrol | Marta Etura                                     | Gewonnen    |
| 2010 | Premios Goya (24ste uitreiking)     | Beste debuterend acteur  | Alberto Ammann                                  | Gewonnen    |
| 2010 | Premios Goya (24ste uitreiking)     | Beste bewerkt scenario   | Jorge Guerricaechevarría, Daniel Monzón         | Gewonnen    |
| 2010 | Premios Goya (24ste uitreiking)     | Beste camerawerk         | Carles Gus                                      | Genomineerd |
| 2010 | Premios Goya (24ste uitreiking)     | Beste montage            | Mapa Pastor                                     | Gewonnen    |
| 2010 | Premios Goya (24ste uitreiking)     | Beste enscenering        | Antón Laguna                                    | Genomineerd |
| 2010 | Premios Goya (24ste uitreiking)     | Beste productieontwerp   | Alicia Tellería                                 | Genomineerd |
| 2010 | Premios Goya (24ste uitreiking)     | Beste geluid             | Sergio Bürmann, Jaime Fernández, Carlos Faruolo | Gewonnen    |
| 2010 | Premios Goya (24ste uitreiking)     | Beste speciale effecten  | Raúl Romanillos, Guillermo Orbé                 | Genomineerd |
| 2010 | Premios Goya (24ste uitreiking)     | Beste grime en haarstijl | Raquel Fidalgo, Inés Rodríguez                  | Genomineerd |
| 2010 | Premios Goya (24ste uitreiking)     | Beste filmmuziek         | Roque Baños                                     | Genomineerd |
| 2010 | Europese filmprijzen (23ste editie) | Beste acteur             | Luis Tosar                                      | Genomineerd |
| 2010 | Europese filmprijzen (23ste editie) | Beste scenario           | Jorge Guerricaechevarría, Daniel Monzón         | Genomineerd |